# Netelia felix
Netelia felix là một loài tò vò trong họ Ichneumonidae.